# Giancarlo Dotto
Giancarlo Dotto (Valdagno, 1º giugno 1952) è un giornalista, scrittore e autore teatrale italiano.

## Biografia
Di origine veneta, si trasferì a Roma nel 1955, quando suo padre trovò lavoro nella Capitale come portiere di condominio. Per molti anni è stato assistente alla regia e collaboratore artistico di Carmelo Bene, celebre uomo di teatro italiano, con cui ha scritto appunto Vita di Carmelo Bene; la collaborazione tra i due era nata a metà degli anni Settanta, quando il drammaturgo pugliese aveva letto la tesi di laurea di Dotto, incentrata proprio sul teatro shakespeariano di Carmelo Bene. Per seguirlo in tournée, Dotto rinunciò a un posto in RAI, che aveva ottenuto tramite concorso. Ha inoltre collaborato alla stesura di Chi mi credo di essere e Che sarà mai di Maurizio Costanzo (Edizioni Mondadori 2005) e di Una bellissima ragazza di Ornella Vanoni.
Come giornalista ha scritto per La Stampa, Il Messaggero, Il Foglio, Gioia, Panorama, Diva & Donna, Max (periodico), Sette (rivista), La Gazzetta dello Sport e L'Espresso per cui ha condotto diverse inchieste, tra cui una sulla prostituzione giovanile in Brasile e nell'Europa dell'Est. Per la televisione (gruppo Mediaset) è stato opinionista delle trasmissioni Controcampo, Buona Domenica e La fattoria, partecipando nel ruolo di giornalista a Verissimo, Matrix, La versione di Banfi. È stato ospite di varie trasmissioni televisive nazionali, sportive e non, tra le altre Tiki Taka e La Domenica Sportiva, Matrix, Atlantide, Otto e mezzo, Omnibus. Per la Tivù di San Marino ha curato rassegne sul cinema d'autore, italiano e americano.
Esperto del mondo delle televisioni locali durante il cosiddetto Far West televisivo ha scritto, insieme a Sandro Piccinini, il libro Il mucchio selvaggio - La strabiliante, epica, inverosimile ma vera storia della televisione locale in Italia, edito da Mondadori. Per gli stessi tipi ha pubblicato La squadra perfetta, un libro sull'epopea del Milan di Arrigo Sacchi. Per Rizzoli ha pubblicato il romanzo Anime pezzenti e Nate libere, raccolta delle sue più belle interviste al femminile. Con Sebastiano Nela ha scritto Il vento in faccia, autobiografia del calciatore. Con l'immunologo Francesco Le Foche ha scritto Sì, andrà tutto bene (Ed. Mondadori Piemme), mentre per l'editore Tullio Pironti ha pubblicato i libri Sono apparso alla mia donna, Elogio della malafemmina ed Elogio di Carmelo Bene.
Nel 2023 su un articolo della Gazzetta dello sport criticò Jannik Sinner,  che nel febbraio 2025 ha ulteriormente attirato l'aspra critica di Dotto in un'intervista pubblicata su Dagospia, che ha provocato la reazione indignata di altri giornalisti e dei tifosi del campione italiano: particolarmente significativa è stata la risposta del giornalista e telecronista sportivo Massimiliano Ambesi su 
X (social network), che ha stigmatizzato l'atteggiamento ostile di Dotto contro Sinner.

## Opere
- Giancarlo Dotto, Il principe dell'assenza (Carmelo Bene), Giusti, Firenze, 1981.
- Giancarlo Dotto, Zidane, Gremese Editore, 2000.
- Giancarlo Dotto, Carmelo Bene, Vita di Carmelo Bene, Bompiani, Milano, 1ª ed. 1998 (ried. successive 2002, 2005).
- Giancarlo Dotto, Piccinini Sandro, Il mucchio selvaggio. La strabiliante, epica, inverosimile ma vera storia della televisione locale in Italia, Mondadori, 2006
- Giancarlo Dotto, La squadra perfetta. Perché il Milan allenato da Sacchi ha giocato il miglior calcio della storia,  Mondadori, 2008.
- Giancarlo Dotto, Elogio della malafemmina, Pironti, 2008.
- Giancarlo Dotto, Elogio di Helenio Herrera, Pironti, 2010.
- Giancarlo Dotto, Elogio di Carmelo Bene, Pironti, 2012
- Maurizio Costanzo, Chi mi credo di essere, con Giancarlo Dotto, Mondadori, 2004.
- Ornella Vanoni, Una bellissima ragazza, con Giancarlo Dotto, Mondadori, 2011
- Giancarlo Dotto, Nate libere - L'amore, il vento, la luna e la follia nel racconto di 27 dee del nostro tempo, RIzzoli, 2020